# Шутько Микола Олексійович
Микола Олексійович Шутько (19 грудня 1927, Кривий Ріг, Дніпропетровська область, УРСР, СРСР — 4 січня 2010, Київ, Україна) — український актор. Народний артист Української РСР (1980). Член Національної спілки кінематографістів України.

## Життєпис
Микола Шутько народився у 1927 роціу місті Кривий Ріг. Закінчив Дніпропетровське театральне училище (1948). Після закінчення навчання працював у Чернівецькому українському музично-драматичному театрі імені Ольги Кобилянської. В 1963—1980 рр. — актор Київського національного драматичного театру ім. І.Франка, де був зайнятий у спектаклях «Украдене щастя» (Микола Задорожний), «Лимерівна», «Ярослав Мудрий» та ін. З 1950 року знімається в кіно, а з 1980 року пішов з театру й грав тільки в кіно, брав участь як читець у створенні аудиозаписів (так, в 1983, 1987, 1991 роках брав участь у створенні аудіозаписів українських народних казок), ставить вистави в театрах як режисер-постановник.
Працював на Українському радіо, зокрема ведучим передачі для дітей "Школа Світлофора Моргайка" у ролі Світлофора Моргайка.
Помер після тривалого лікування раку гортані.

## Режисер-постановник в театрі
- «Тев'є-молочник» Шолома Алейхема (у театрі-студії кіноактора)[3]
- «Биндюжник і король» (спектакль-мюзикл на сцені Житомирського обласного українського музично-драматичного театру)[3]
- «Дорога Памела» (музична комедія-фарс на чернівецькій сцені)[3]

## Фільмографія
Знявся в українських фільмах:
- 1958 — Перший парубок — Сидір
- 1960 — Макар Діброва — Гаврило Братченко
- 1972 — Рим, 17... — Клим Іванович Конотоп
- 1972 — Тут нам жити — голова сільради
- 1974 — Прощайте, фараони! — Аристарх
- 1976 — Дума про Ковпака (у фільмі Карпати, Карпати...) — Петровський
- 1976 — Зачарований вітряк — Сірошапка
- 1978 — Дипломати мимоволі — Максим Шугай
- 1979 — Вавилон XX — Панько
- 1981 — Я — Хортиця — Карпо Іван
- 1983 — Звинувачення — Єременко
- 1983 — Три гільзи від англійського карабіна — Волох
- 1984 — Добрі наміри — Парамонов
- 1984 — Прелюдія долі — батько
- 1986 — Наближення до майбутнього — тваринник

в епізодах стрічок:
- 1970 — Родина Коцюбинських
- 1980 — Від Бугу до Вісли
- 1980 — Платон мені друг
- 1981 — Золотий ланцюг
- 1981 — Старі листи
- 1983 — Провал операції «Велика Ведмедиця» — Коломієць (полковник)
- 1983 — Вир
- 1984 — …І чудова мить перемоги
- 1984 — Украдене щастя
- 1987 — Виконати будь-яку правду
- 1990 — Розпад
- 1991 -Особиста зброя
- 1992 — Повітряні пірати
- 1994 — Тигролови

Грав також у кінокартинах:
- 1954 — Над Черемошем — сільський парубок[3]
- 1964 — «Фараони» — Корній
- 1974 — Пора жовтого листя[5]
- 1975 — Вони воювали за Батьківщину — Лісиченко
- 1979 — Смак хліба — механізатор
- 1979 — Тут на моїй землі — шофер
- 1985 — Вечірниця
- 1985 — Осінні ранки — Матушкін
- 2000 — Чорна Рада — Кобзар
- 2007 — Вбивство в зимовій Ялті — злочинець

## Аудіозаписи

### Читець
- 1983 — (укр.) Українські народні казки /Музика М.Чембержі; Реж. Л.Лєсная; Інстр. ансамбль. — [М.]: ВСГ «Мелодия», 1983. — 1 гп. (60 хв., стерео), конв., портр. — Зміст: 1.Солом'яний бичок /Чит. М.Шутько, Н.Копержинська та ін. … 5.Коза-дереза /Чит. М.Шутько, Н.Копержинська та ін. — ISBN С50 19459 003.[4]
- 1987 — (укр.) Чому зайці сірі: Укр. нар. казки /Читає М.Шутько; Режисер М.Шиманська. — [М.]: ВСГ «Мелодия», 1987. — 1 гп. (60 хв.), конв., портр. — Зміст: 1.Орел і кріт … 10.Чому зайці сірі.[4]
- 1991 — (укр.) Українські народні казки=Ukrainian Folk Tales /Інстр. ансамбль під кер. Ю.Яценка; Реж. В.Обручев; Читають М.Шутько, Л. Логійко, Л. Томашевська, В. Довжик, В. Обручев. — [К.]: Аудіо Україна, 1991. — 1 мк. (~60 хв.) + Обкл.: іл. — Зміст: 1.Сонце, Мороз і Вітер … 10.Казка про Котика та Півника.[4]

## Нагороди
- Народний артист Української РСР (1980).
- Орден «Знак Пошани».